# Čufar
Čufar je priimek v Sloveniji, ki ga je po podatkih Statističnega urada Republike Slovenije na dan 1. januarja 2010 uporabljalo 93 oseb in je med vsemi priimki po pogostosti uporabe uvrščen na 4.654. mesto.

## Znani nosilci priimka
- Aleksander Čufar (*1962), fotograf
- Andreja Čufar, (klinična) farmacevtka
- Alojz Čufar/Alojz Zuffar (1852—1907), gozdar in geodet, pogozdovalec Krasa in Brionov
- Katarina Čufar (*1958), lesarska strokovnjakinja, prof. BF
- Kristina Čufar, teoretičarka in sociologinja prava
- Martin Čufar (1947—2003), alpinist, gorski reševalec in trener športnega plezanja
- Martina Čufar (*1977), športna plezalka
- Tone Čufar (1905—1942), književnik (pesnik, pisatelj in dramatik)

## Etimologija
Priimek je izpričan v Baški dolini od 16. stoletja dalje (Tschuffer, Zuffer, Schüffer). Izhaja morda iz nem. besede Schopf 'čop', morda pa gre za furlansko besedo zuffo 'čuf', iz katere izvira vzdevek čufar 'moški, ki je nosil v kito spletene lase'.